# Myriochele australis
Myriochele australis är en ringmaskart som först beskrevs av Grube 1866.  Myriochele australis ingår i släktet Myriochele och familjen Oweniidae. Inga underarter finns listade i Catalogue of Life.